# أنطونيو اريناس
أنطونيو اريناس (بالإسبانية: Antonio Arenas)‏ (و. 1808 – 1891 م) هو سياسي، ومحام من بيرو ولد في ليما.

## التعليم
تعلم في جامعة سان ماركوس الوطنية.